# Meir Porush
Meir Porush (en hebreo: מֵאִיר פֹּרוּשׁ, nacido el 11 de junio de 1955 en Jerusalén, Israel) es un rabino y un político asquenazí israelí que ha sido miembro de la Knéset por el partido político jaredí Agudat Israel y la coalición electoral Judaísmo Unido de la Torá en varios períodos desde 1996. Se desempeñó como viceministro de educación.

## Biografía
Meir Porush nació en Jerusalén. Su padre, el Rabino Menachem Porush (1916-2010), fue uno de los miembros de la Knéset con más años de servicio. Meir fue educado en una yeshivá. Después de dejar la yeshivá, sirvió en las Fuerzas de Defensa de Israel (FDI) y apoya una mayor participación de los judíos jaredíes en el servicio militar. Porush vive en la ciudad santa de Jerusalén con su esposa y sus doce hijos.

## Carrera política
Antes de ingresar en la Knéset, Porush fue miembro del ayuntamiento de Jerusalén durante trece años. También se desempeñó como teniente de alcalde de Jerusalén. Se postuló sin éxito en las elecciones a la alcaldía de Jerusalén de 1983 como candidato del partido político Agudat Israel. Se postuló nuevamente para la alcaldía en 1989, pero nuevamente no tuvo éxito. Fue elegido por primera vez para la Knéset en las elecciones de 1996, como candidato de Agudat Israel en la lista del Judaísmo Unido de la Torá, y fue nombrado viceministro de vivienda en el primer gobierno de Benjamín Netanyahu. Porush retuvo su escaño en las elecciones de 1999 y presidió la investigación del Knéset sobre los problemas financieros de los ayuntamientos. Después de que el judío Ariel Sharón ganara unas elecciones para Primer ministro de Israel en 2001, Porush fue nombrado viceministro de vivienda y construcción.
Conservó su escaño en las elecciones de 2003. En 2005, causó controversia al decir que el entonces Primer ministro Ariel Sharón le recordaba al Duce Benito Mussolini. Fue reelegido nuevamente en 2006 y se postuló para alcalde de Jerusalén en 2008, perdiendo ante el político del partido Likud Nir Barkat, por un 50% por ciento de los votos frente a un 42% por ciento.
Porush retuvo su escaño en la Knéset en las elecciones de 2009 y fue nombrado viceministro de educación en el segundo gobierno de Benjamín Netanyahu. Sin embargo, dimitió el 6 de febrero de 2011, como parte de un acuerdo de rotación de escaños. Fue reelegido nuevamente en 2013 y 2015, y fue nombrado viceministro de educación en el cuarto gobierno de Netanyahu formado en mayo de 2015.
En marzo de 2016, Porush fue reprendida por el comité de ética de la Knéset por decir que:

"Las Mujeres del Muro deberían ser arrojadas a los perros."

Porush respondió diciendo que: 

"Si las Mujeres del Muro se abstuvieran de comer alimentos no kosher, les pediría disculpas."

En mayo de 2016, renunció a la Knéset para permitir que el judío Yaakov Asher ocupara su lugar, como parte del acuerdo de rotación entre los partidos del Judaísmo Unido de la Torá. Regresó a la Knéset en 2019, pero renunció a su escaño en junio de 2020, después de ser nombrado viceministro de educación, lo que permitió a Yitzhak Pindros ocupar su escaño.